# Roberto Michelucci
Roberto Michelucci (Livorno, 29 ottobre 1922 – Reggello, 13 novembre 2010) è stato un violinista italiano.

## Biografia
Si diplomò in violino con lode nella classe di Gioacchino Maglioni (1891-1966) nel Conservatorio Luigi Cherubini di Firenze. Nel 1950 vinse il primo premio assoluto nella Rassegna Concertisti di Roma.
Le sue registrazioni discografiche hanno ricevuto parole di elogio e ammirazione da critici come: Franco Abbiati (Milano), Massimo Mila (Torino), Bernard Gavoty (Parigi), E. Moser (Lausanne), E. Muller-More (Ginevra), J. Hawranek (Salisburgo), J. Boehm (Gerusalemme), C. Wilson (Edimburgo), solo per citarne alcuni, inoltre fra i molti premi della sua discografia Philips ricordiamo i più importanti:
- Per tre volte, tra il 1967 e il 1969, il Grand Prix du Disque di Parigi.[1]
- Premio della critica francese (Parigi).

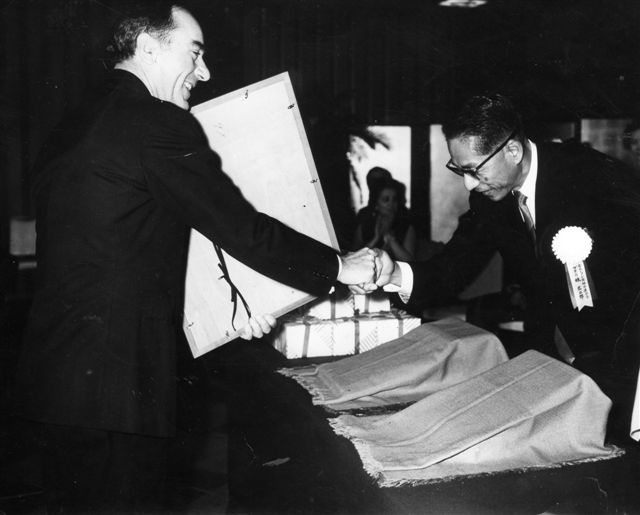
Tokio 1972. Roberto Michelucci riceve il Disco D'oro.

- 1972: Disco d'oro ricevuto a Tokio, per il superamento del milione di copie vendute delle Quattro Stagioni di Antonio Vivaldi. Fu questo il primo caso di un disco d'oro assegnato ad un esecutore di musica classica.
- Monumenta italicae musicae - Vivaldi - The 4 seasons - Disco d'oro di Roberto Michelucci

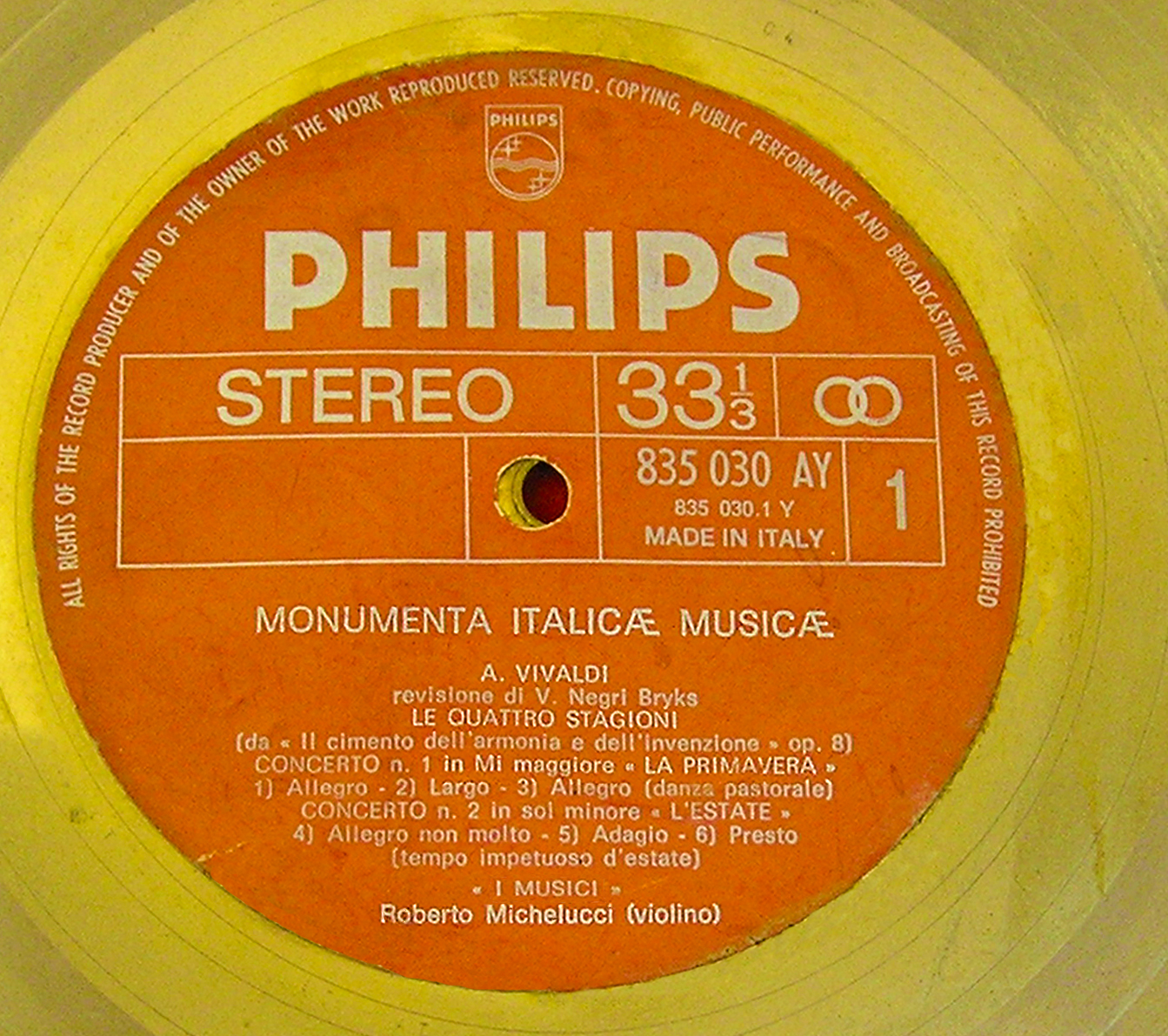
Monumenta italicae musicae - Vivaldi - The 4 seasons - Disco d'oro di Roberto Michelucci

Oltre ad essere stato per alcuni anni spalla dei Musici di Roma, ha avuto come collaboratori, fra gli altri, i pianisti Bruno Canino, Maureen Jones, Tullio Macoggi e fra i direttori: Hermann Scherchen, Laszlo Somogji, Bernhard Paumgartner, Lovro von Matačić, Rudolf Kempe, Artur Rodzinsky, Gianandrea Gavazzeni, Ernest Ansermet.
Fu il primo violinista italiano invitato al Festival di Salisburgo eseguendo con la Camerata Accademica del Mozarteum i concerti di Mozart K 219 e K. 211 nell'agosto degli anni 1967 e 1968.
Il suo vasto repertorio comprendeva musiche che vanno dai compositori barocchi ai contemporanei e proprio da questi furono dedicate a lui molte opere, fra cui il Concerto lirico per violino e orchestra di Valentino Bucchi. Presentò per la prima volta in Israele le due Tartiniane per violino ed orchestra (con l'Orchestra Sinfonica di Haifa) di Luigi Dallapiccola, a Ginevra fece conoscere il concerto di Ferruccio Busoni con l'Orchestra della Suisse Romande, al Maggio Musicale Fiorentino presentò le prime per Firenze dei concerti op. 19 di Sergej Sergeevič Prokof'ev, in Re minore di Robert Schumann e in Re min. di Felix Mendelssohn.
Il suo ultimo lavoro è stata l'incisione dell'integrale delle Sonate e Partite per violino solo di Johann Sebastian Bach per la casa discografica Foné.
Oltre ad essere stato membro nelle giurìe di importanti concorsi internazionali e ad aver dato corsi di perfezionamento in molte parti d'Europa, è stato ordinario della cattedra di violino nel Conservatorio Francesco Morlacchi di Perugia e dal 1960 al 1985 nel Conservatorio Luigi Cherubini di Firenze, dove ha formato una folta schiera di allievi.

## Discografia parziale
- W. A. Mozart* tre sonate - Resonances 1959
- T Albinoni* 12 concerti op. 10 - Philips sc71AX308 AXS 3006
- J. S. Bach* Concerto in la min. - Philips AA09008
- P.A. Locatelli* tre concerti - Philips 6580 035
- W. A. Mozart* Concerto K 219 - Philips 1973
- G. Tartini* Trillo del diavolo + tre sonate - Philips SFX-8599
- F. Mendelssohn* Concerto in re min. - Philips 6500 099
- J. S. Bach* Sonate e Partite per solo violino - Fonè 90F27